# Захаренко, Кирилл Евтихиевич
Кирилл Евтихиевич Захаренко — советский хозяйственный, государственный и политический деятель.

## Биография
Родился 15 февраля 1905 году в деревне Квартяны Горецкого уезда (ныне — Горецкий район), Могилёвской губернии.
Подсобный рабочий (1919—1921), сотрудник геодезической мастерской Белорусской сельскохозяйственной академии (1921—1926), слесарь на московских заводах, партийный работник различных предприятий, учреждений. Окончил ВПШ при ЦК ВКП(б) (1941). Секретарь Ленинградского, Ленинского райкомов ВКП(б) Москвы (1926—1941).
В годы Великой Отечественной войны — гв. полковник, начальник политотдела 118-й стрелковой дивизии, заместитель начальник политотдела 11-й гвардейской армии. Награждён орденами и медалями.
В послевоенное время — председатель комиссии Особого Военного округа по первым выборам в Верховный Совет РСФСР (1946 г.) председатель исполкома Ленинского районного Совета депутатов трудящихся города Москвы, председатель исполкома Октябрьского районного Совета депутатов трудящихся города Москвы. Делегат XXII съезда КПСС. Умер до 1985 года.

## Награды
- Ордена Красного Знамени(1943,1944), Красной Звезды(1943), Отечественной войны I степени.
- Медали «За взятие Кёнигсберга», «За победу над Германией в Великой Отечественной войне 1941—1945 гг.».